# Phthiria hypoleuca
Phthiria hypoleuca är en tvåvingeart som först beskrevs av Christian Rudolph Wilhelm Wiedemann 1828.  Phthiria hypoleuca ingår i släktet Phthiria och familjen svävflugor. Inga underarter finns listade i Catalogue of Life.